# Северный Йемен на Олимпийских играх
Северный Йемен принимал участие в 2 летних Олимпийских играх: в 1984 году в Лос-Анджелесе и в 1988 году в Сеуле. После объединения с Южным Йеменом в 1990 году, Йемен начал выступать на Олимпийских играх уже как единая нация.
Всего на играх ЙАР представляли 10 спортсменов, принимавших участие в состязаниях по борьбе, дзюдо и лёгкой атлетике. Наиболее крупная делегация представляла страну на Олимпийских играх 1988 года (8 человек).

## Количество участников на летних Олимпийских играх
| Вид спорта        | 1984 | 1988 | Всего |
| ----------------- | ---- | ---- | ----- |
| Борьба            |      | 2    | 2     |
| Дзюдо             |      | 2    | 2     |
| Лёгкая атлетика   | 2    | 4    | 6     |
| Всего спортсменов | 2    | 8    | 10    |